# 西山愛宕神社
西山愛宕神社（にしやまあたごじんじゃ）は、山形県新庄市下西山にある神社である。旧社格は無格社。

## 祭神
火防の神である愛宕神を祀る。御神体は馬に乗った神の木像とされる。

## 由来
この神社は、新庄市の西郊、下西山集落の裏山にある。愛宕神社として火防のみならず、下西山地区の鎮守として、地域の人々に大切にされている。
この神社は、社伝によると、東国武士であった、清海の子孫によって建立されたと伝えられている。
それによると、清海は大坂の陣に出陣した折、誤って観音菩薩像を敵兵もろとも斬ってしまい、戦後、それを悔いて剃髪し、京都愛宕山白雲寺の愛宕大権現を奉じ、常陸国に住み着いた。
そこで当時常陸松岡藩を領していた戸沢政盛に召抱えられ、やがて、戸沢政盛の国替えにしたがって新庄藩領へと移った。谷地郷（現村山市大久保）に住み着き、清海は当地で没した。後年、彼の子孫が下西山に移住した際に、当神社が建立されたとされる。

## 境内
標高126mあまりの小山全体が境内である。神社の入口に鳥居があり、石段を上った山頂に流造の本殿が存在する。参道の左右に杉の巨木が鎮座している。

## 交通アクセス
新庄駅前から鮭川村営バスで西山バス停下車徒歩3分程度だが、バスの本数は少ない。